# Pinova

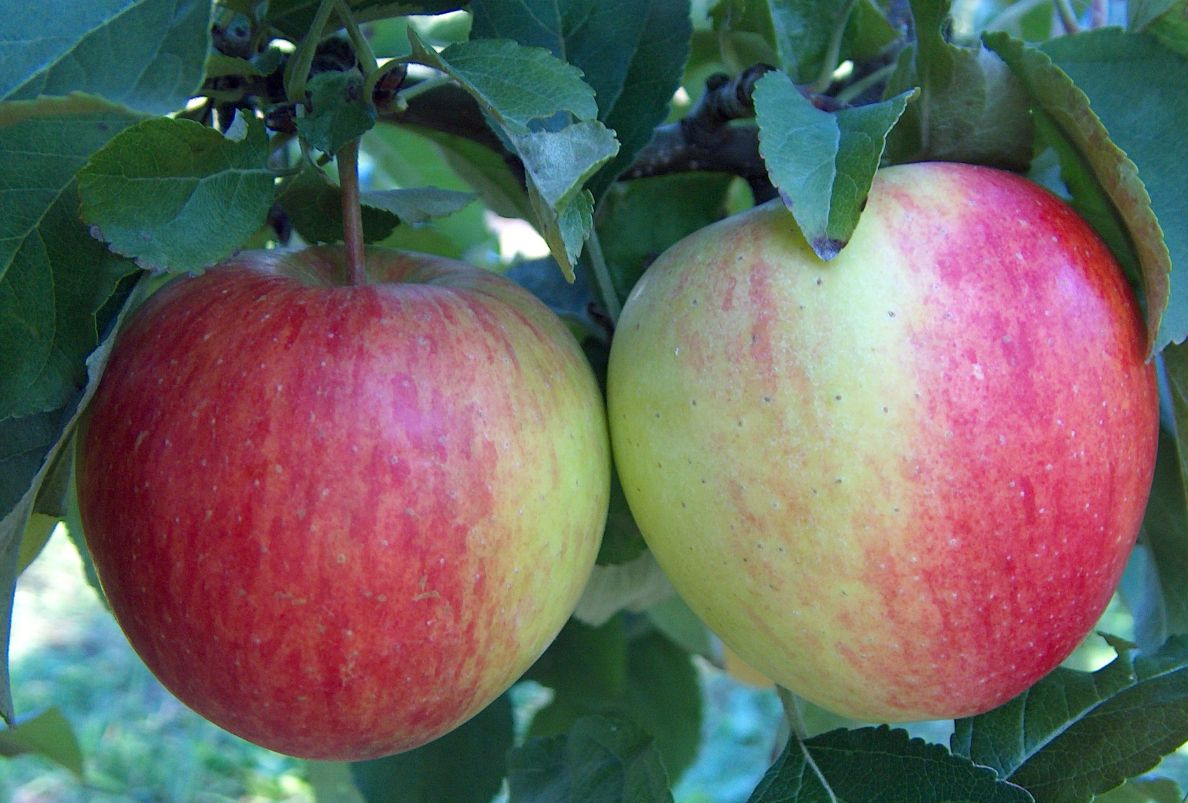
Pinova sur l'arbre

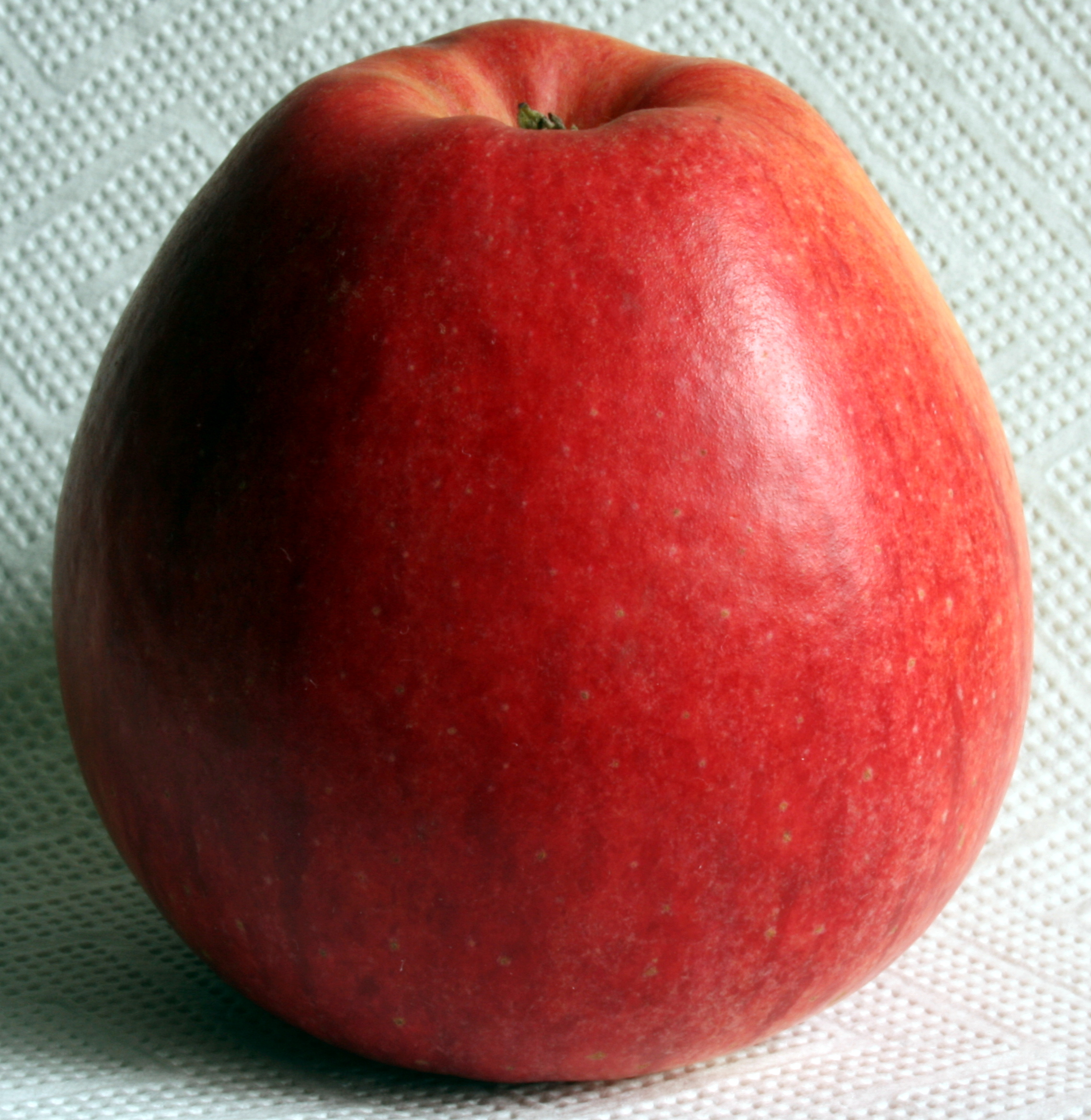

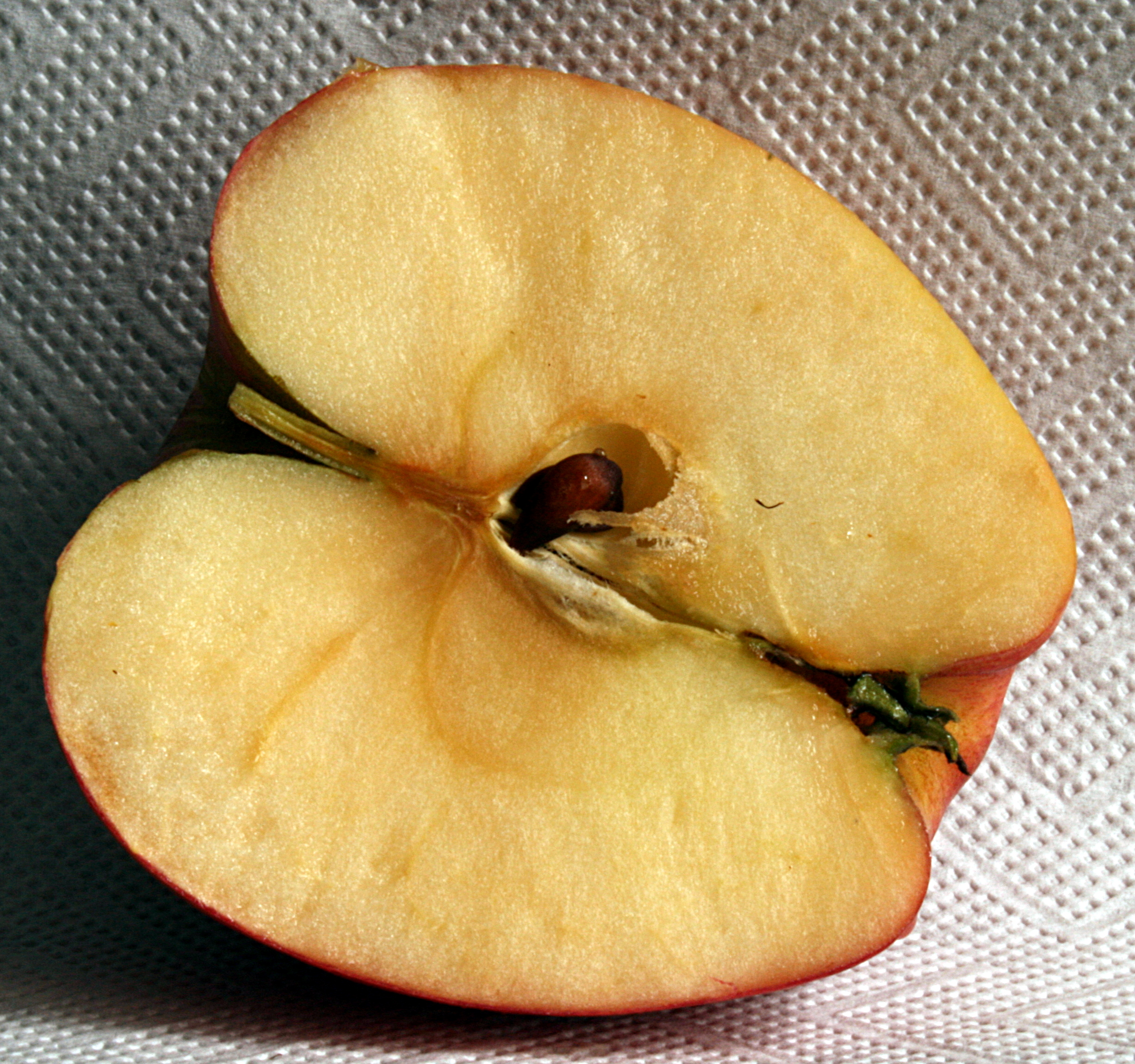

Pinova est un cultivar de pommier domestique créé en 1986 par l'Institut de recherche du fruit à Pillnitz (Dresde, en Allemagne).

## Synonymes
- Sonata
- Corail
- Piñata

## Règlementations et protections
PINOVA est une variété inscrite au registre de l'Union européenne :
- Numéro de variété : 1298
- Date d'inscription : 30/08/1995
- Demandeur : Artevos GmbH

## Description
La Pinova est une pomme de garde, sphérique, de taille moyenne et de couleur rouge carmin sur fond jaune.
Elle combine le goût de la Cox Orange avec la coloration et la fertilité de l'Oldenburg ainsi que la forme, la facilité de stockage et de conservation de la Golden Delicious. 
Sa faible susceptibilité aux races communes de tavelure en fait une variété appropriée aux petits jardins familiaux.
Le fruit à chair blanche-jaunâtre est croquant, juteux, sucré, acidulé avec un arôme épicé. Son goût s'améliore après quelques semaines de stockage.
Sa teneur en vitamine C est faible.

## Parenté
Pinova est issue du croisement Clivia x Golden Delicious.

(Clivia est un croisement de Oldenburg et de Cox's Orange Pippin).

Descendants:
- Pivita

## Pollinisation
Variété diploïde.

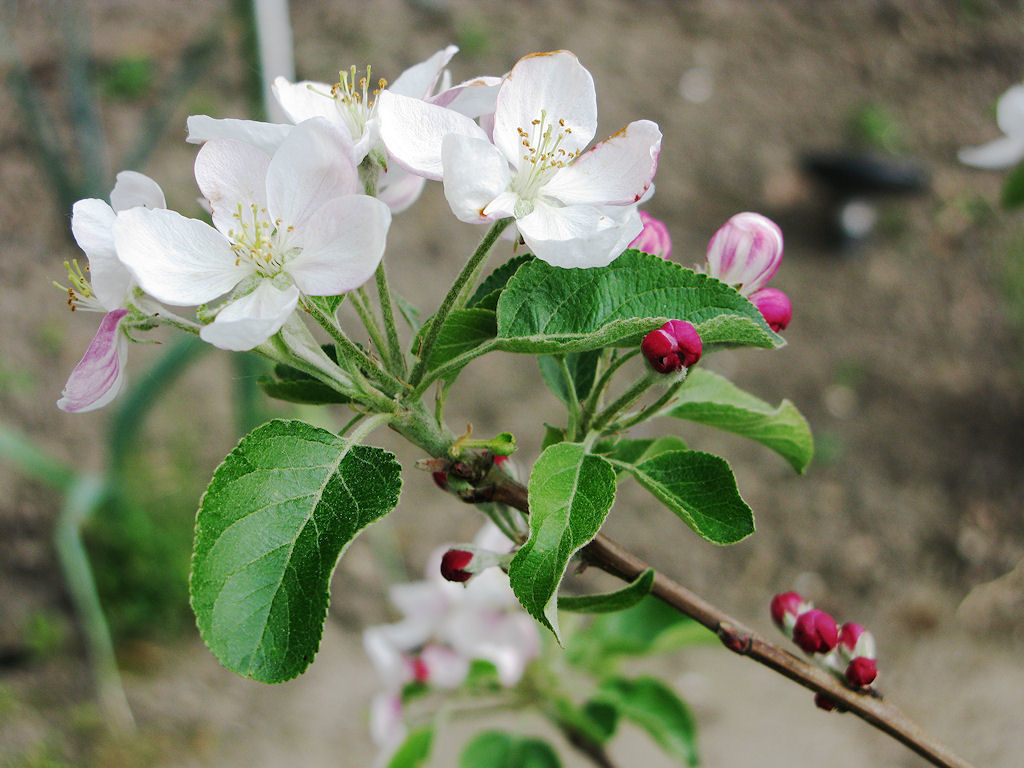
Fleurs décalées sur pommier Pinova

Floraison: longue et abondante. Groupes de pollinisation: B-C.
Le centre de sa longue période de floraison (fleurs décalées) se situe un à deux jours après celui de la Golden Delicious. 
C'est donc en général un bon pollinisateur mais qui doit, à cause de ses fleurs décalées, recevoir sur une longue période du pollen compatible.
Le cultivar Pinova est autostérile. Il est pollinisé par Elstar, Pilot, Piros, James Grieve, Calville blanc d'hiver, Cornish Gilliflower (en), Delfloga, Discovery, Esopus Spitzenburg, Fuji, Reinette dorée, Grenadier, Kidd's Orange Red, Rajka, Red delicious, Santana, Topaz, Winter Banana.
S-génotype: S2S9

## Culture
L'arbre, très  exigeant en fumure, est de vigueur moyenne à faible. Il est bien ramifié et à port ouvert légèrement retombant.
La fertilité est bonne (100 à 150 % de la fertilité de la Golden) sans alternance. La variété a acquis de la Golden Delicious, dont elle est issue, la faculté de mettre  à fruit rapidement et de produire sur du bois jeune.
Malgré sa forte tendance à produire des fleurs décalées, Pinova est peu sensible au feu bactérien et à la tavelure du pommier et moyennement à l'oïdium. Très sensible à la gloéosporiose, elle reste recommandée en agriculture biologique.
Un éclaircissage est bénéfique à l'obtention de fruits de bon calibre. Un apport en engrais annuel est le bienvenu en limitant l'apport en azote pour obtenir de beaux fruits.
Le fruit est mature en septembre-octobre et se conserve jusqu'en mai.